# Kévin Hoggas
Kévin Hoggas, né le 16 novembre 1991 à Besançon, est un footballeur français, qui évolue au poste de milieu offensif.

## Biographie
Kévin Hoggas est à Besançon où il commence le football au Besançon RC dans les équipes de jeunes puis avec l'équipe réserve en CFA2, en cinquième division française. En 2009, il intègre l'équipe première en CFA, la quatrième division française dont il sera champion la saison suivante. 
Kévin Hoggas découvre le National la saison suivante, au sein duquel il évolue à ving-et-une reprises, avant que le dépôt de bilan du club bisontin ne l’amène à rejoindre l’ASM Belfort en 2012. 
Après trois saisons au club, il signe en faveur d’Evian Thonon Gaillard à l'été 2015, qui évolue en Ligue 2 où il réussit à trouver une place de titulaire malgré la relégation savoyarde.
Il quitte donc le club pour rester en Ligue 2 et signe au FC Bourg-en-Bresse où il passe deux saisons avant de rejoindre la Belgique et notamment le Cercle Bruges KSV avec qui il est champion de deuxième division. Il découvre donc la Jupiler Pro League en 2018 où les débuts sont difficile pour lui mais fini par s'y imposer.
À l’été 2021, il s’engage avec le SK Beveren, qui vient d’être relégué en deuxième division où il passe deux saisons avant de revenir en France au FC Sochaux-Montbéliard, en National.

## Statistiques
| Saison                | Club                   | Championnat           | Championnat | Championnat | Coupe nationale | Coupe nationale | Coupe de la Ligue | Coupe de la Ligue | Total | Total |
| Saison                | Club                   | Division              | M.          | B.          | M.              | B.              | M.                | B.                | M.    | B.    |
| 2009-2010             | Besançon RC            | CFA                   | 4           | 0           | -               | -               | -                 | -                 | 4     | 0     |
| 2010-2011             | Besançon RC            | CFA                   | 15          | 0           | 1               | 0               | -                 | -                 | 16    | 0     |
| 2011-2012             | Besançon RC            | National              | 21          | 1           | -               | -               | -                 | -                 | 21    | 1     |
| Sous-total            | Sous-total             | Sous-total            | 40          | 1           | 1               | 0               | -                 | -                 | 41    | 1     |
| 2012-2013             | ASM Belfort            | CFA                   | 31          | 6           | 2               | 0               | -                 | -                 | 33    | 6     |
| 2013-2014             | ASM Belfort            | CFA                   | 29          | 1           | 1               | 0               | -                 | -                 | 30    | 1     |
| 2014-2015             | ASM Belfort            | CFA                   | 29          | 11          | -               | -               | -                 | -                 | 29    | 11    |
| Sous-total            | Sous-total             | Sous-total            | 89          | 18          | 3               | 0               | -                 | -                 | 92    | 18    |
| 2015-2016             | Évian Thonon Gaillard  | Ligue 2               | 36          | 7           | 3               | 0               | 2                 | 1                 | 41    | 8     |
| 2016-2017             | Bourg-en-Bresse 01     | Ligue 2               | 34          | 5           | 1               | 0               | 1                 | 0                 | 36    | 5     |
| 2017-2018             | Bourg-en-Bresse 01     | Ligue 2               | 17          | 0           | 1               | 0               | 1                 | 0                 | 19    | 0     |
| Sous-total            | Sous-total             | Sous-total            | 51          | 5           | 2               | 0               | 2                 | 0                 | 55    | 5     |
| 2017-2018             | Cercle Bruges          | Division 1B           | 8           | 0           | -               | -               | -                 | -                 | 8     | 0     |
| 2018-2019             | Cercle Bruges          | Jupiler League        | 6           | 0           | 1               | 0               | -                 | -                 | 7     | 0     |
| 2019-2020             | Cercle Bruges          | Jupiler League        | 18          | 6           | -               | -               | -                 | -                 | 18    | 6     |
| 2020-2021             | Cercle Bruges          | Jupiler League        | 32          | 1           | 1               | 0               | -                 | -                 | 33    | 1     |
| Sous-total            | Sous-total             | Sous-total            | 64          | 7           | 2               | 0               | -                 | -                 | 66    | 7     |
| 2021-2022             | SK Beveren             | Division 1B           | 24          | 9           | 1               | 0               | -                 | -                 | 25    | 9     |
| 2022-2023             | SK Beveren             | Division 1B           | 22+6        | 7+1         | 2               | 0               | -                 | -                 | 30    | 8     |
| Sous-total            | Sous-total             | Sous-total            | 52          | 17          | 3               | 0               | -                 | -                 | 55    | 17    |
| 2023-2024             | FC Sochaux-Montbéliard | National              | 27          | 10          | 3               | 1               | -                 | -                 | 30    | 11    |
| 2024-2025             | FC Sochaux-Montbéliard | National              | 16          | 0           | 4               | 1               | -                 | -                 | 20    | 1     |
| Sous-total            | Sous-total             | Sous-total            | 43          | 10          | 7               | 2               | -                 | -                 | 50    | 12    |
| Total sur la carrière | Total sur la carrière  | Total sur la carrière | 375         | 65          | 21              | 2               | 4                 | 1                 | 400   | 68    |

## Palmarès
Avec le Cercle Bruges KSV, il remporte le Championnat de Belgique de D2 en 2018.
Il a également remporté avec le Racing Besançon le groupe B du CFA en 2010-2011.